# Nina Ortlieb
Nina Ortlieb, née le 2 avril 1996 à Innsbruck, est une skieuse alpine autrichienne spécialiste des épreuves de vitesse et combinées. Elle est la fille de Patrick Ortlieb, champion olympique de descente à Albertville en 1992. Elle remporte sa première victoire en Coupe du monde le 29 février 2020 en s'imposant dans le Super G de La Thuile.

## Biographie
Nina Ortlieb est une fille de champion de ski. Son père, Patrick Ortlieb, est champion olympique (Albertville en 1992) et champion du monde (Sierra Nevada 1996) de descente.
Originaire de Lech Zürs am Arlberg, elle s'entraîne au SC Arlberg, et devient championne d'Autriche étudiant (12-15 ans) à quatre reprises et une fois championne chez les jeunes en 2013 (descente).
Elle fait ses débuts en Coupe d'Europe en janvier 2013, puis en Coupe du monde un an plus tard pour une apparition dans sa station d'Altenmarkt mais n'y prend part régulièrement qu'à partir de décembre 2015. En effet, elle s'est blessée en février 2014 (rupture des ligaments croisés), alors qu'elle figurait au deuxième rang de la Coupe d'Europe.
En mars 2015, elle remporte également les championnats du monde juniors de slalom géant. Si elle ne conserve pas son titre en 2016 elle s'impose par contre en super-G. Elle remporte ses premiers points mondiaux quelques semaines plus tard, le 17 mars 2016 lors du super-G de Saint-Moritz (onzième). En 2018 elle termine seconde des classements de Coupe d'Europe de descente et de super G, et surtout remporte le classement général. Ce titre lui offre une place en Coupe du monde pour la saison suivante. En 2019, elle monte sur ses premiers podium nationaux en devenant vice-championne d'Autriche de descente et de super-G.
Lors de la saison 2019-2020 elle intègre ses premiers top 10 mondiaux en descente et super-G puis son premier podium le 20 février 2020 avec une troisième place obtenue lors du super G de Crans-Montana. Une semaine plus tard, elle remporte sa première victoire en Coupe du monde dans le Super G de La Thuile, par le plus petit écart possible, 1/100e de seconde d'avance sur Federica Brignone et 7/100e sur Corinne Suter. Elle se classe douzième du classement général en fin de saison.
En janvier 2021, elle chute aux entraînements à Crans Montana, ce qui lui cause une rupture des ligaments et du tendon de la rotule au niveau du genou. Elle est privée de compétition pour la fin de saison.

## Palmarès

### Championnats du monde
| Édition / Épreuve                | Descente | Super G |
| -------------------------------- | -------- | ------- |
| Mondiaux 2023 Courchevel-Méribel | Argent   |         |

### Coupe du monde
Nina Ortlieb découvre la Coupe du monde chez elle, à Altenmarkt, où elle prend le 12 janvier 2014 le départ du combiné sans parvenir à terminer la première manche. Elle ne retourne en coupe du monde que deux saisons plus tard, à partir de novembre 2015, où elle est alignée en slalom géant. Mais c'est fianalement à Saint-Moritz lors des finales de cette même saison, qu'elle gagne ses premiers points mondiaux en terminant onzième du super G. En 2016-2017 elle participe à dix épreuves mondiales dans quatre disciplines différentes, mais sans parvenir à rentrer dans les trente sans en être très loin (à moins de deux dixièmes de seconde lors du super G de Lake Louise). Jouant le classement général en coupe d'Europe en 2017-2018, elle ne participe qu'à six épreuves de coupe du monde, uniquement des épreuves de vitesse, et réussit à rentrer dans les points à quatre reprises. Son titre en Coupe d'Europe lui permet de participer pleinement à la coupe du monde en 2018-2019 où elle décroche deux nouveaux top-quinze, un en descente à Lake Louise et un en super-G à Val Gardena. Elle obtient ses premiers podiums et sa première victoire lors de la saison 2019-2020.
- Meilleur classement général : 12e en 2020.
- Meilleur classement en descente : 8e en 2020.
- Meilleur classement en super-G : 6e en 2020.
- Meilleur classement en combiné alpin : 9e en 2020.
- 4 podiums, dont 2 victoires.

#### Détail des victoires
| Saison / Épreuve | Super G   | Descente | Combiné | Total |
| 2019-2020        | La Thuile |          |         | 1     |
| 2022-2023        | Kvitfjell |          |         | 1     |
| Total            | 2         |          |         | 2     |

#### Différents classements en Coupe du monde
| Année/Classement | Année/Classement | Général | Général | Descente | Descente | Super G | Super G | Slalom géant | Slalom géant | Combiné | Combiné |
| ---------------- | ---------------- | ------- | ------- | -------- | -------- | ------- | ------- | ------------ | ------------ | ------- | ------- |
| Année/Classement | Année/Classement | Class.  | Points  | Class.   | Points   | Class.  | Points  | Class.       | Points       | Class.  | Points  |
| 2016             | 2016             | 95e     | 24      | -        | -        | 35e     | 24      | -            | -            | -       | -       |
| 2014             | 2014             | -       | -       | -        | -        | -       | -       | -            | -            | -       | -       |
| 2017             | 2017             | -       | -       | -        | -        | -       | -       | -            | -            | -       | -       |
| 2018             | 2018             | 100e    | 23      | 41e      | 18       | 51e     | 5       | -            | -            | -       | -       |
| 2019             | 2019             | 71e     | 66      | 33e      | 41       | 34e     | 22      | -            | -            | 28e     | 3       |
| 2020             | 2020             | 12e     | 472     | 8e       | 233      | 6e      | 191     | -            | -            | 9e      | 48      |
| 2021             | 2021             | 61e     | 74      | 23e      | 63       | 45e     | 11      | -            | -            | -       | -       |
| 2022             | 2022             | -       | -       | -        | -        | -       | -       | -            | -            | -       | -       |

### Coupe d’Europe
- Vainqueur du classement général en 2018.
- Seconde du classement de descente en 2018.
- Seconde du classement de super G en 2018.
- Seize podiums, dont trois victoires[19].

### Championnats du monde junior
Nina Ortlieb a remporté deux médailles d'or lors de ses participations aux championnats du monde junior entre 2013 à 2017, pour quinze courses réparties en quatre éditions. Il s'agit du titre de championne du monde junior de slalom géant en 2015 à Hafjell puis du super-G en 2016 à Sotchi.
| Édition / Épreuve                                   | Descente | Super G | Slalom géant | Slalom  | Combiné |
| --------------------------------------------------- | -------- | ------- | ------------ | ------- | ------- |
| Mondiaux 2013 Mont Sainte-Anne/Massif de Charlevoix | 12e      | abandon | -            | abandon | -       |
| Mondiaux 2015 Hafjell                               | 32e      | 8e      | Or           | -       | abandon |
| Mondiaux 2016 Sotchi                                | 7e       | Or      | 5e           | -       | 16e     |
| Mondiaux 2017 Åre                                   | 5e       | 4e      | 5e           | -       | abandon |